# Schachbundesliga (Schweiz)
Die Bundesliga ist die höchste Spielklasse der schweizerischen Gruppenmeisterschaft im Schach (SGM). Dieser gehören acht Mannschaften an; gespielt wird an acht Brettern. Ursprünglich wurde die SGM vom Schweizerischen Arbeiterschachbund (SASB) durchgeführt, seit dem Zusammenschluss des SASB mit dem Schweizerischen Schachverband zum Schweizerischen Schachbund von diesem.

## Organisationsform
Die acht teilnehmenden Mannschaften spielen ein einfaches Rundenturnier, über die Endplatzierung entscheidet zunächst die Anzahl der Mannschaftspunkte (zwei Punkte für einen Sieg, ein Punkt für ein Unentschieden, kein Punkt für eine Niederlage), anschliessend die Anzahl der Brettpunkte (ein Punkt für eine Gewinnpartie, ein halber Punkt für eine Remispartie, kein Punkt für eine Verlustpartie). Der Tabellenletzte steigt in die 2. Bundesliga ab und wird durch den Sieger eines Aufstiegsspiels ersetzt, das die Sieger der beiden Zweitligastaffeln bestreiten. Ein Verein kann mit maximal einer Mannschaft in der 1. Bundesliga vertreten sein.
Die Mannschaftsaufstellungen müssen grundsätzlich nach der am 1. Juli gültigen Führungsliste erfolgen, allerdings darf ein Spieler maximal zwei Bretter höher oder tiefer eingesetzt werden.
Die Bedenkzeit beträgt 120 Minuten für die ersten 40 Züge, danach 60 Minuten bis zum Partieende.

## Besonderheiten
Neben der SGM veranstaltet der Schweizerische Schachbund (SSB) mit der Schweizer Mannschaftsmeisterschaft (SMM) eine weitere Mannschaftsmeisterschaft, deren höchste Spielklasse die Nationalliga A ist. Begründet ist dies durch die Tatsache, dass der SSB 1995 aus dem Zusammenschluss des Schweizerischen Arbeiterschachbundes (der vorher die SGM veranstaltete) und des Schweizerischen Schachverbandes (der bis dahin die SMM durchführte) entstand und beide Wettbewerbe beibehalten wurden.

## Sieger der SGM
- 1930: ASV Zürich
- 1949: ASV Basel
- 1952: ASK Oerlikon-Zürich
- 1972: Friesenberg
- 1974: Friesenberg
- 1976: Omega Biel
- 1978: Schachclub Niederrohrdorf
- 1980: ASK Bubenberg-Köniz
- 1982: ASK Bubenberg-Köniz
- 1984: ASK Winterthur
- 1985: ASK Winterthur
- 1986: ASK Winterthur
- 1987: ASK Winterthur
- 1988: SC Beider Basel
- 1989: SC Beider Basel
- 1990: SC Beider Basel
- 1991: SC Beider Basel
- 1992: SC Beider Basel
- 1993: SC Beider Basel
- 1994: SC Beider Basel
- 1995: SC Beider Basel
- 1996: SC Beider Basel
- 1997: SC Beider Basel
- 1998: SC Beider Basel
- 1999: SC Beider Basel
- 2000: ASK Winterthur
- 2001: SV Wollishofen
- 2002: Schachclub Niederrohrdorf
- 2003: ASK Winterthur
- 2004: Basler Verkehrsbetriebe
- 2005: Schachverein Birsfelden/Beider Basel
- 2006: Schachverein Birsfelden/Beider Basel
- 2006/07: Schachverein Birsfelden/Beider Basel
- 2007/08: Schachverein Birsfelden/Beider Basel
- 2008/09: ASK Winterthur
- 2009/10: Valais
- 2010/11: Valais
- 2011/12: ASK Winterthur
- 2012/13: Schachklub Réti Zürich
- 2013/14: Schachklub Réti Zürich
- 2014/15: ASK Winterthur
- 2015/16: SC Gonzen
- 2016/17: SC Lyss-Seeland
- 2017/18: SC Gonzen
- 2018/19: SC Gonzen
- 2019/20: Schachgesellschaft Winterthur
- 2020/21: nicht ausgetragen
- 2021/22: Schachklub Nyon
- 2022/23: Schachklub Nyon
- 2023/24: Schachklub Nyon
- 2024/25: Schachklub Nyon

Laut der Siegerliste beim Schweizerischen Schachbund wurde die SGM ausserdem in den Jahren 1889, 1890, 1892, 1893, 1896, 1897, 1901, 1905, 1907, 1908, 1911, 1953, 1955 ausgetragen, es ist aber nicht bekannt, welche Mannschaft in welchem Jahr siegreich blieb. Bekannt ist nur, dass der ASK Oerlikon-Zürich weitere drei Titel gewann, Friesenberg, der ASV Sihlfeld und der ASV Bern je zwei Titel sowie der SK Schwamendingen, der ASV Bern und La Chaux-de Fonds je einen Titel.